# Robert Ardrey
Robert Ardrey (Chicago, 16 de octubre de 1908 -Kalk Bay, Sudáfrica, 14 de enero de 1980) fue un dramaturgo, escritor y guionista de cine estadounidense especializado en el campo científico. Fue autor de obras tanto de teatro como de cine y ensayista que desarrolló los campos de la antropología, etología, paleontología y las ciencias de la conducta. En 1937 recibió una beca Guggenheim. Tenía ideas novedosas y polémicas que dieron origen a numerosas discusiones a partir de la década de 1960. Crítico con la modernidad, llegó a declarar que "el mundo moderno es semejante a un tren cargado de municiones que arremete en la niebla, en una noche sin luna, con todas las luces apagadas".

### Obras en el campo académico
- Las principales obras y ensayos que le valieron fama a nivel mundial fueron:
  - African Genesis. A personal Investigation into the Animal Origens and Nature of Man (1961)
  - The Territorial Imperative: A Personal Inquiry into the Animal Origins of Property and Nations (1966) 
  - The Social Contract: A personal Inquiry into the Evolutionary Sources of Order and Disorder (1970) 
  - The Hunting Hypothesis: A Personal Conclusion Concerning the Evolutionary Nature of Man (1976)
  - Aggression and Violence in Man: A Dialogue Between Dr Louis Leakey and Mr Robert Ardrey (1971) ISBN 0-03649-184-6.

### Obras literarias
- World's Beginning (1944)
- The Brotherhood of Fear (1952)

### Teatro y Cine
- Teatro:
  - Star Spangled (1936)
  - Casey Jones (1938)
  - God and Texas (1938)
  - How To Get Tough About It (1938)
  - Thunder Rock (1939) (obra filmada en el Reino Unido en 1942 y exhibida en los Estados Unidos en 1944)
  - Jeb (1946)
  - Sing Me No Lullaby (1954)
  - Shadow Of Heroes (1958)
- Películas:
  - They Knew What They Wanted (1940)
  - A Lady Takes a Chance (1943)
  - The Green Years (1946)
  - Song of Love (1947)
  - The Three Musketeers (1948) (Los tres mosqueteros) (1948)
  - Madame Bovary (1949) 
  - The Secret Garden (1949). También doblada al español (El jardín secreto).
  - The Schumann Story (1950) cortometraje de Song of Love
  - The Adventures of Quentin Durward (1955)
  - The Power and the Prize (1956)
  - The Wonderful Country (1959)
  - Four Horsemen of the Apocalypse (Los cuatro jinetes del Apocalipsis) (1962)
  - Khartoum (1966)
  - The Animal Within (1975), documental

## Premios y distinciones
Premios Óscar
| Año  | Categoría                        | Película | Resultado |
| ---- | -------------------------------- | -------- | --------- |
| 1967 | Mejor argumento y guion original | Khartoum | Nominado  |